# Aornakan II
Aornakan II is een bestuurslaag in het regentschap Pakpak Bharat van de provincie Noord-Sumatra, Indonesië. Aornakan II telt 738 inwoners (volkstelling 2010).